# Kensington Temple
Kensington Temple – protestancka świątynia zlokalizowana w Londynie, w Notting Hill, w gminie Royal Borough of Kensington and Chelsea, w widłach ulic Kensington Park Road i Ladbroke Road, w pobliżu stacji metra Notting Hill Gate.

## Historia
Świątynię wzniesiono z inicjatywy członków Kościoła Kongregacyjnego, którzy byli poruszeni ubóstwem wieloetnicznego Notting Hill, jakie panowało w tej dzielnicy w pierwszej połowie XIX wieku. Obiekt powstał ze składek i donacji, za które najpierw kupiono działkę budowlaną, a potem wzniesiono na niej kościół. Kamień węgielny położono 30 sierpnia 1848 (jest on widoczny po prawej stronie od wejścia głównego), a świątynia została oddana wiernym w roku następnym pod nazwą Horbury Chapel. Nazwa pochodziła od wioski Horbury w Yorkshire, miejsca narodzin pierwszego skarbnika Kościoła Kongregacyjnego. Z czasem świątynia przestała funkcjonować i w 1930 nabył ją kaznodzieja zielonoświątkowy, George Jeffreys (zm. 1962) i przemianował ją na Kensington Temple. Uruchomienie nastąpiło w 1931, a liczba miejsc została zwiększona do 1100. Słynęła wówczas z cudów i nawróceń - przybywały tu tłumy wiernych, zajmujących wszystkie miejsca. Świątynia Kensington była w tych czasach znana jako Kościół Wielkiego Uzdrowiciela i stanowiła bazę apostolską dla światowej służby George'a Jeffreysa, który nigdy nie był pastorem. Po śmierci Jeffreysa w 1962 i kilku latach zastoju ruch religijny został wznowiony przez kolejnego kaznodzieję zielonoświątkowego, Eldina Corsie. W latach 1980–1991 wspólnota rozrosła się do pięciu tysięcy wiernych za sprawą działań kaznodziei Wynne'a Lewisa.